# Danh sách chuỗi tập đặc biệt của Running Man (Việt Nam)
Sau đây là danh sách các chuỗi tập đặc biệt của chương trình truyền hình thực tế Running Man phiên bản Việt Nam.

## Mùa 2 (2021) –Running Man Vietnam - Chơi là chạy

### Đại hội thể thao "Chơi là chạy"
Các thành viên thi đấu với nhau để giành được huy chương, huy chương càng cao sẽ càng có giá trị cho vòng xé bảng tên.
| Tập | Ngày phát sóng                | Khách mời          |
| --- | ----------------------------- | ------------------ |
| 2–3 | 26 tháng 9 – 3 tháng 10, 2021 | Đức Phúc Cris Phan |

#### Lần thứ nhất
Vòng 1: Bowling - San bằng tất cả
| Tên             | Lượt 1 | Lượt 2 | Tổng   | Kết quả |
| --------------- | ------ | ------ | ------ | ------- |
| Đội Xanh        |        |        |        |         |
| Jun Phạm        | 15     | —      | 15(x2) | HCV     |
| Trường Giang    | 15     | —      | 15(x2) | HCV     |
| Đức Phúc        | 0      | —      | 15(x2) | HCV     |
| Đội Trắng       |        |        |        |         |
| Lan Ngọc        | 13     | 14     | 15     | HCB     |
| Ngô Kiến Huy    | 1      | 1      | 15     | HCB     |
| Trương Thế Vinh | 0      | 0      | 15     | HCB     |
| Đội Hồng        |        |        |        |         |
| Liên Bỉnh Phát  | 0      | 14     | 14     | HCĐ     |
| Jack            | 0      | 0      | 14     | HCĐ     |
| Thúy Ngân       | 0      | 0      | 14     | HCĐ     |

Vòng 2: Đu xà bắn cung
| Tên             | Lượt 1 | Lượt 2 | Tổng | Kết quả |
| --------------- | ------ | ------ | ---- | ------- |
| Đội Hồng        |        |        |      |         |
| Liên Bỉnh Phát  | 100    | —      | 150  | HCV     |
| Jack            | 30     | —      | 150  | HCV     |
| Thúy Ngân       | 20     | —      | 150  | HCV     |
| Đội Xanh        |        |        |      |         |
| Đức Phúc        | 50     | 50     | 100  | HCB     |
| Trường Giang    | 20     | 30     | 100  | HCB     |
| Jun Phạm        | 0      | 20     | 100  | HCB     |
| Đội Trắng       |        |        |      |         |
| Ngô Kiến Huy    | 20     | 30     | 60   | HCĐ     |
| Trương Thế Vinh | 10     | 20     | 60   | HCĐ     |
| Lan Ngọc        | 0      | 10     | 60   | HCĐ     |

Vòng 3: Bóng đá linh hoạt
- Trò đâm hải tặc: Lan Ngọc → Trường Giang → Jack → Ngô Kiến Huy (Đội Trắng vượt qua vòng loại)[a]
- Tranh huy chương:

| Vòng Chung kết  | Vòng Chung kết | Vòng Chung kết |          | Vòng loại | Vòng loại       | Vòng loại |
| Huy chương Vàng | Tỷ số          | Huy chương Bạc | Đi tiếp  | Tỷ số     | Huy chương Đồng |           |
| --------------- | -------------- | -------------- | -------- | --------- | --------------- | --------- |
| Đội Trắng       | 6–5            | Đội Hồng       | Đội Hồng | 6–3       | Đội Xanh        |           |